# 瓶中稿
《瓶中稿》是一部由愛倫·坡於1833年所著的短篇小說，當時發佈在雜誌 Baltimore Saturday Visiter上，此作品為愛倫·坡嬴得巴尔的摩《星期六游客报》举办的征文比赛首奖，並獲得50美元奖金。

## 故事簡介
主角乘船到巽他群島一帶旅遊，途中遇上大風暴，船上大部分人都罹難，只剩下主角及一個老人大難不死。船隻隨大海漂向澳洲方向，在航道上，主角遇到一隻巨大的船艦，並被大海拋上這隻船艦上。不過這隻船艦的全部船員都對主角視若無睹，主角藉這個機會將海上的經歷寫成日記放在瓶裡然後掉進大海。航行了一段日子後，船艦在南極附近遇上漩渦，主角最後隨船艦捲入漩渦中。